# Syzygium rumphii
Syzygium rumphii là một loài thực vật có hoa trong Họ Đào kim nương. Loài này được (Merr.) Govaerts mô tả khoa học đầu tiên năm 2008.